# Anatoliy Puzach
Anatoliy Kyrylovych Puzach - em russo, Анатолий Кириллович Пузач e em ucraniano, Анатолій Кирилович Пузач (Krasny Kut, 3 de junho de 1941 – Kiev, 19 de março de 2006) foi um futebolista ucraniano.

## Carreira
Jogou entre 1960 e 1973, tendo passagens por Polissya Zhytomyr, SKA Lviv e CSKA Moscou, sem ter sucesso em nenhum. Alcançou o auge vestindo a camisa do Dínamo de Kiev, que defendeu entre 1965 e 1973, ano de sua aposentadoria como jogador.

## Carreira de treinador
Puzach manteve-se ligado ao Dínamo de Kiev mesmo após ter parado de jogar, desta vez sendo integrante da comissão técnica do time (foi auxiliar-técnico entre 1973 e 1990 e 1997 e 2000). Chegou a ser técnico do Dínamo por três anos.

## Seleção Soviética
Puzach jogou pela Seleção Soviética de Futebol entre 1969 e 1970, marcando dois gols em 14 partidas. Disputou a Copa de 1970, e entrou para a história das Copas por um motivo: foi ele quem protagonizou a primira substituição da história do torneio, ao substituir Viktor Serebryanikov durante o jogo contra o México ainda na primeira fase.

## Falecimento
O ex-atacante morreu em Kiev, aos 64 anos, em consequência de uma longa enfermidade.